# Clemens Laar
Clemens Laar, né Eberhard Koebsell le 15 août 1906 et mort le 7 juin 1960 à Berlin-Ouest, est un écrivain allemand.

## Biographie
Il étudie à Berlin et à Leipzig l'histoire et la littérature moderne, puis le journalisme. Il devient écrivain à son compte à Berlin. Son roman ...reitet für Deutschland, qui relate la vie du cavalier olympique Carl-Friedrich von Langen (1887–1934), lui ouvre les portes du succès en 1936. Une version filmée sort en 1941 avec Willy Birgel dans le rôle principal. Son roman de 1950 Meines Vaters Pferde connaît aussi une version filmée un an plus tard. Il écrivit surtout des romans de chevaleries et de cavaliers, ayant pour thème l'amour du cheval et du monde équestre.
Laars tombe dans l'oubli à la fin des années 1950 et finit par se suicider. Ses livres recommencent à être édités dans les années 1990.